# 情熱Night!
『情熱Night!』（じょうねつナイト!）は福井放送が制作し、大和田ラジオ本舗・FBCラジオで放送された夜の帯番組。放送期間2011年10月〜2012年3月。月曜日から金曜日までパーソナリティごとに特色あるコーナーを展開した。

## パーソナリティー
- 月曜日 川島秀成（FBCアナウンサー） 、Yumi（福井美少女図鑑）
- 火曜日 SING J ROY（レゲエミュージシャン）、重盛政史 （FBCアナウンサー）
- 水曜日 鼻毛の森（シンガーソングライター）、前田智宏（FBCアナウンサー）
- 木曜日 桑原貞己（FBCアナウンサー）、板垣菜津美（FBCアナウンサー）
- 金曜日 広瀬哲朗（元日本ハム　野球選手）、谷口祥代（フリー）

## コーナー紹介
- ピックアップニュース（月～金）
- か～し～の情熱ネットワーク（月）
- 情熱女子流行塾（月）
- WHOS SINGJROY（火）
- レゲエ・レゲエ・レゲエ（火）
- SINGJROYのレゲエな交遊録（火）
- 鼻毛の森のミュージックダウト（水）
- 前田智宏のパッション大魔王（水）
- 大久保家の食卓（木）
- あっぱれ情熱アスリート（金）
- 情熱ミセスいらっしゃい（金）